# Grêmio Brasil de Pelotas
A Grêmio Esportivo Brasil, ismertebb nevén Brasil de Pelotas, labdarúgócsapatát 1911. szeptember 7-én alapították a brazíliai Pelotas városában. A csapat a Série C, valamint a Gaúcho állami bajnokság tagja.

## Sikerlista

### Állami
- 1-szeres Gaúcho bajnok: 1919

## Játékoskeret
2015-től
| # |     | Poszt | Név               |
| - | --- | ----- | ----------------- |
|   | BRA | K     | Eduardo Martini   |
|   | BRA | K     | Anderson Corrêa   |
|   | BRA | K     | Eduardo Mota      |
|   | BRA | V     | Eduardo Brock     |
|   | BRA | V     | Cirilo            |
|   | BRA | V     | Fernando Cardozo  |
|   | BRA | V     | Rafael Forster    |
|   | BRA | V     | Wender            |
|   | BRA | V     | Júlio Lopes       |
|   | BRA | V     | Billy             |
|   | BRA | V     | Ricardo Bierhals  |
|   | BRA | V     | Ricardo Schneider |
|   | BRA | KP    | Leandro Leite     |

| # |     | Poszt | Név            |
| - | --- | ----- | -------------- |
|   | BRA | KP    | Cleiton        |
|   | BRA | KP    | Washington     |
|   | BRA | KP    | Diogo Oliveira |
|   | BRA | KP    | Nunes          |
|   | BRA | KP    | Márcio Hahn    |
|   | BRA | KP    | Eder           |
|   | BRA | KP    | Galiardo       |
|   | BRA | CS    | Alex Amado     |
|   | BRA | CS    | Nena           |
|   | BRA | CS    | Gustavo Papa   |
|   | BRA | CS    | Marques        |
|   | BRA | CS    | Felipe Garcia  |
|   | BRA | CS    | Marcio Jonatan |